# Byarums kyrka

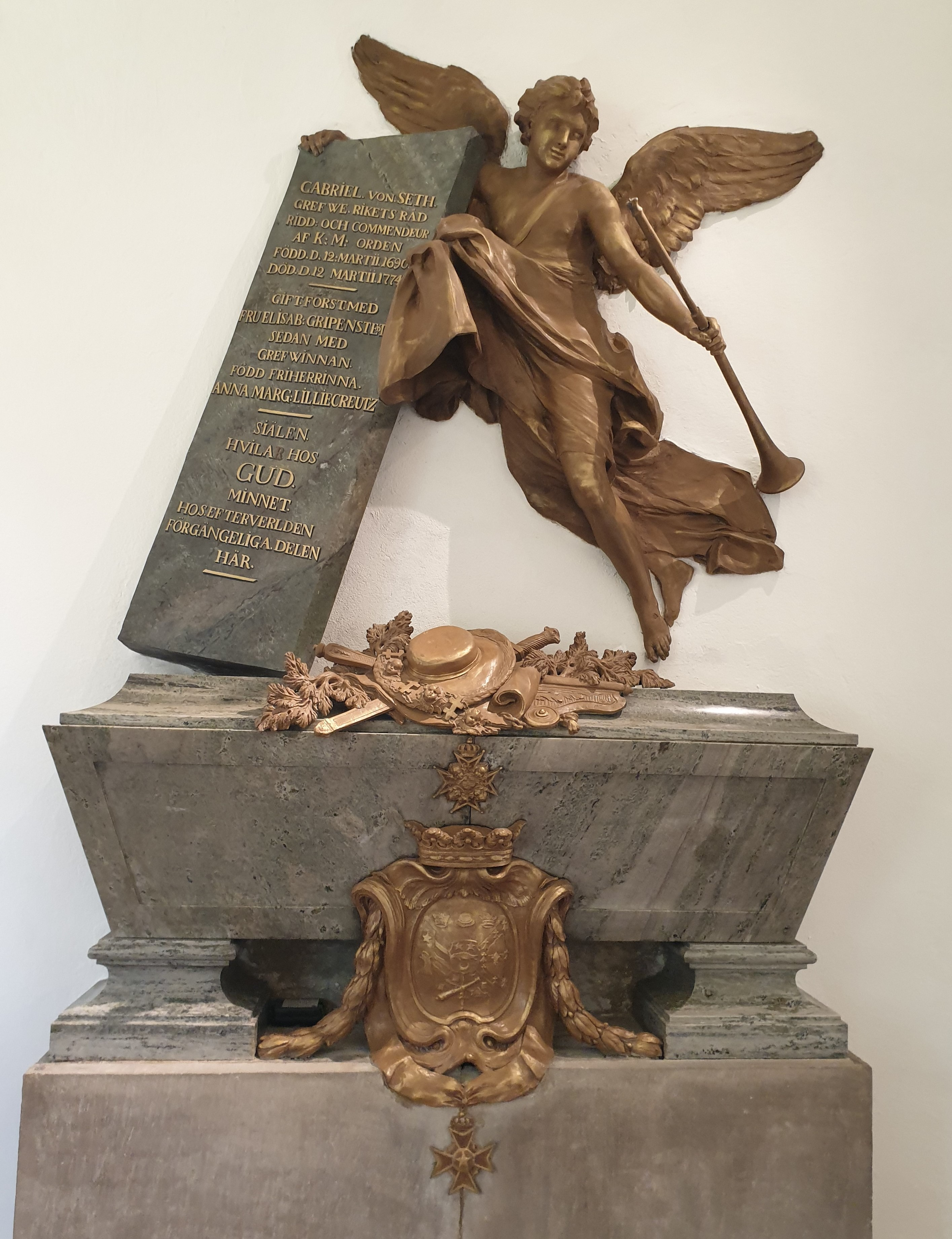
Epitafium eller gravvård över riksrådet greve Gabriel von Seth, uppsatt 1775. Skapat av P.H. l´Archeveque.

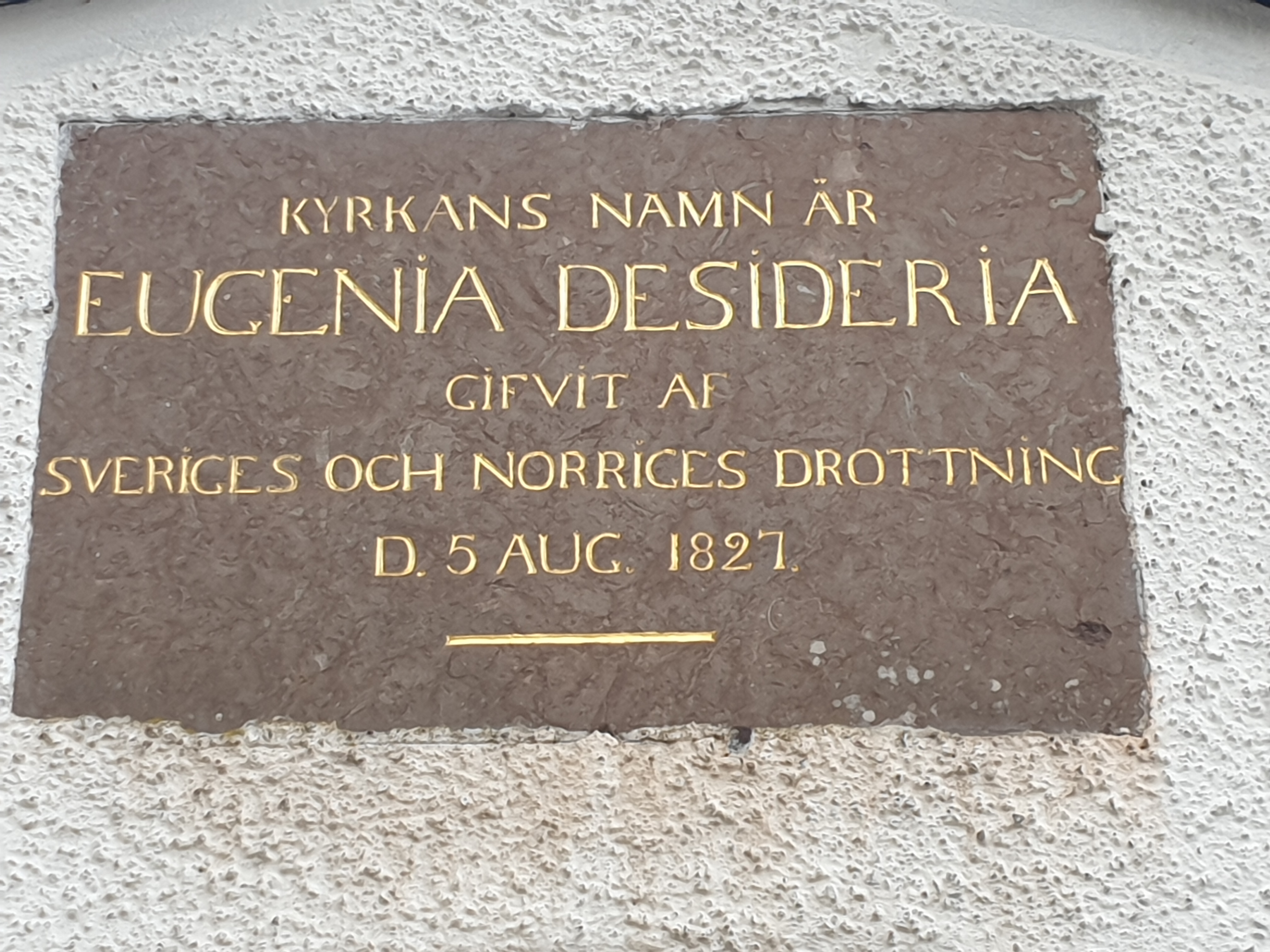
Minnestavla från drottning Eugenia Desiderias besök den 5 augusti 1827, då Byarums kyrka fick drottningens namn.

Byarums kyrka är en kyrkobyggnad i samhället Byarum i Växjö stift. Den är församlingskyrka i Byarum-Bondstorps församling och ligger fyra kilometer norr om Vaggeryd.

## Tillkomst
Kyrkans ursprungliga utformning och uppförandeår är okänt. Möjligen har tidigare funnits en träkyrka på platsen. Mindre murrester från 1100-talet och fragment av målningar från 1300-talet styrker i någon mån tanken att kyrkan skulle kunna vara en del av ett tidigare kloster, Byarums kloster. Nunnorna från Byarum grundade senare Sko kloster i Uppland. Den 5 augusti 1827 färdades Eugenia Desideria Bernadotte förbi på väg från Stockholm till Ramlösa brunn, och kyrkan gavs då drottningens namn.

## Ombyggnader
Under 1700-talet fick kyrkan en nyklassicistisk dräkt. Ursprungligen bestod byggnaden av ett litet långhus i sten och saknade torn. Åren 1758-1759 uppförde Gabriel von Seth ett absidformat gravkor av huggen sandsten vid kyrkans östra vägg. I gravkorets övre del inreddes kyrkans nya kor och i dess källare inreddes en gravkammare för adelssläkten von Seth. 1766 fick kyrkan en korsformig plan genom att två sidoskepp uppfördes åt norr och söder. Södra korsarmens portal försågs med romanska kolonner, ditflyttade från en äldre portal. Mellan åren 1784 och 1786 uppfördes två västtorn, varav det första rasade under byggnadsarbetet. År 1800 donerades ett tornur med fyra urtavlor som monterades i tornet. År 1818 genomfördes en yttre restaurering då ytterväggarna putsades om. Yttertaken belades med nya spån och tornets tak belades med plåt. En omfattande yttre och inre restaurering genomfördes 1887 då nya fönsterbågar monterades. Ytterväggarna putsades om och yttertakens spånbeläggning ersattes med plåt. I kyrkorummet lades ett nytt trägolv och en ny öppen bänkinredning tillkom.

## Ombyggnader på 1900-talet och 2018
År 1906 ersattes tidigare tornur från år 1800 med ett nytt som även det var en gåva. Åren 1952–1953 genomfördes en stor restaurering efter program av arkitekt Bent Jörgen Jörgensen i Växjö. Fönstren från 1887 ersattes med nya. I vapenhuset lades ett nytt kalkgolv och i kyrkorummet lades ett nytt trägolv. Nya breda valv togs upp mellan långhuset och sidoskeppen. Öppna bänkinredningen från 1887 kasserades och ersattes med nuvarande halvöppen bänkinredning. Elektrisk belysning och uppvärmning installerades. Likaså installerades ett elektriskt klockringningssystem. Yttertaket blästrades och behandlades med järnvitriol innan det lackerades. Underhållsarbeten genomfördes åren 1968–1970 då yttertaket belades med kopparplåt som ersatte tidigare målad plåt. Vid en restaurering 1981 ångtvättades ytterväggarna som kalkades om. Byggnadens sockel rengjordes och belades med asfalt. Ytterväggarna på Sethska gravkoret rengjordes. En yttre restaurering genomfördes åren 1994–1995 efter program av Per Rudenstam. Ytterväggarna blästrades och putslagades med hydrauliskt bruk som färgades med våtkalk. Nytt koppartak lades och i kupolen byttes rötskadat virke ut.
Under 2018 gjordes ännu en större renovering då bl.a. teknik byttes ut, nytt innergolv lades, taket fick ny, ljusare  färg och kyrkans hela inre blev ljusare. Genom en tillbyggnad fick kyrkan också samlingsrum, pentry och toaletter.

## Interiör och inventarier
- Fragment av medeltida kalkmålningar finns i långhusets västra del.
- I koret finns ett epitafium av grön marmor över Gabriel von Seth som enligt uppgift skall vara utförts 1775 av Pierre Hubert L'Archevêque från Stockholm.
- Altaruppsatsen är från 1759 och kom på plats när det Sethska gravkoret slutfördes. Från början hade altaruppsatsen en rikare dekorering än den har idag.
- Predikstolen är tillverkad 1689 av Gustav Kihlman i Borås. Korgen är dekorerad med skulpturer av Jesus och de fyra evangelisterna.
- På södra väggen i långhusets östra del hänger ett krucifix som donerades till kyrkan 1668.
- Dopfunten av kolmårdsmarmor är tillverkad av Hallbergs Guldsmeds AB i Stockholm och skänkt till kyrkan 1935.
- Över dörren till sakristian hänger en oljemålning som föreställer Martin Luther. Tavlan skänktes till kyrkan 1785.

## Orgel
- 1795 bygger organisten och orgelbyggaren Lars Strömblad, Ödeshög, en orgel i kyrkan med 18 stämmor.
- 1876 är E A Setterquist & Son, Örebro, klar med en 2-manualig, 16-stämmig orgel. Den invigdes 17 december 1876.
- Så småningom om- och tillbyggdes denna av Theodor Frobenius & Co, Lyngby, Danmark, till en pneumatisk orgel med 21 stämmor.

| Manual I            | Manual II           | Pedal           | Koppel           |  |
| Borduna 16'         | Principal 8'        | Subbas 16'      | II/I             |  |
| Principal 8'        | Rörflöjt 8'         | Borduna 8'      | I/P              |  |
| Flûte harmonique 8' | Salicional 8'       | Oktava 4', (ny) | II/P             |  |
| Octava 4'           | Flûte octaviante 4' | Basun 16'       | 4' II/P          |  |
| Kvinta 2 2/3', (ny) | Nasard 2 2/3', (ny) |                 |                  |  |
| Oktava 2'           | Blockflöjt 2', (ny) |                 | Registersvällare |  |
| Mixtur V ch. (ny)   | Ters 1 3/5', (ny)   |                 |                  |  |
| Trumpet 8'          | Cymbel III ch. (ny) |                 |                  |  |
|                     | Krumhorn 8', (ny)   |                 |                  |  |

- Den nuvarande orgeln är byggd 1971 av Olof Hammarberg, Göteborg och är en mekanisk orgel.

| Huvudverk I     | Svällverk II      | Pedal           | Koppel |
| Principal 8’    | Gedackt 8’        | Subbas 16’      | I/P    |
| Rörflöjt 8’     | Fugara 8'         | Principalbas 8’ | II/P   |
| Oktava 4’       | Principal 4’      | Gedacktbas 8'   | II/I   |
| Traversflöjt 4’ | Koppelflöjt 4'    | Pommer 4'       |        |
| Kvinta 2 2/3'   | Waldlöfjt 2'      | Mixtur III      |        |
| Oktava 2’       | Nasat 1 1/3'      | Basun 16'       |        |
| Mixtur IV       | Sesquialtera II   |                 |        |
| Trumpet 8'      | Scharff III       |                 |        |
|                 | Hautbois 8'       |                 |        |
|                 | Tremulant         |                 |        |
|                 | Crescendosvällare |                 |        |

## Bildgalleri

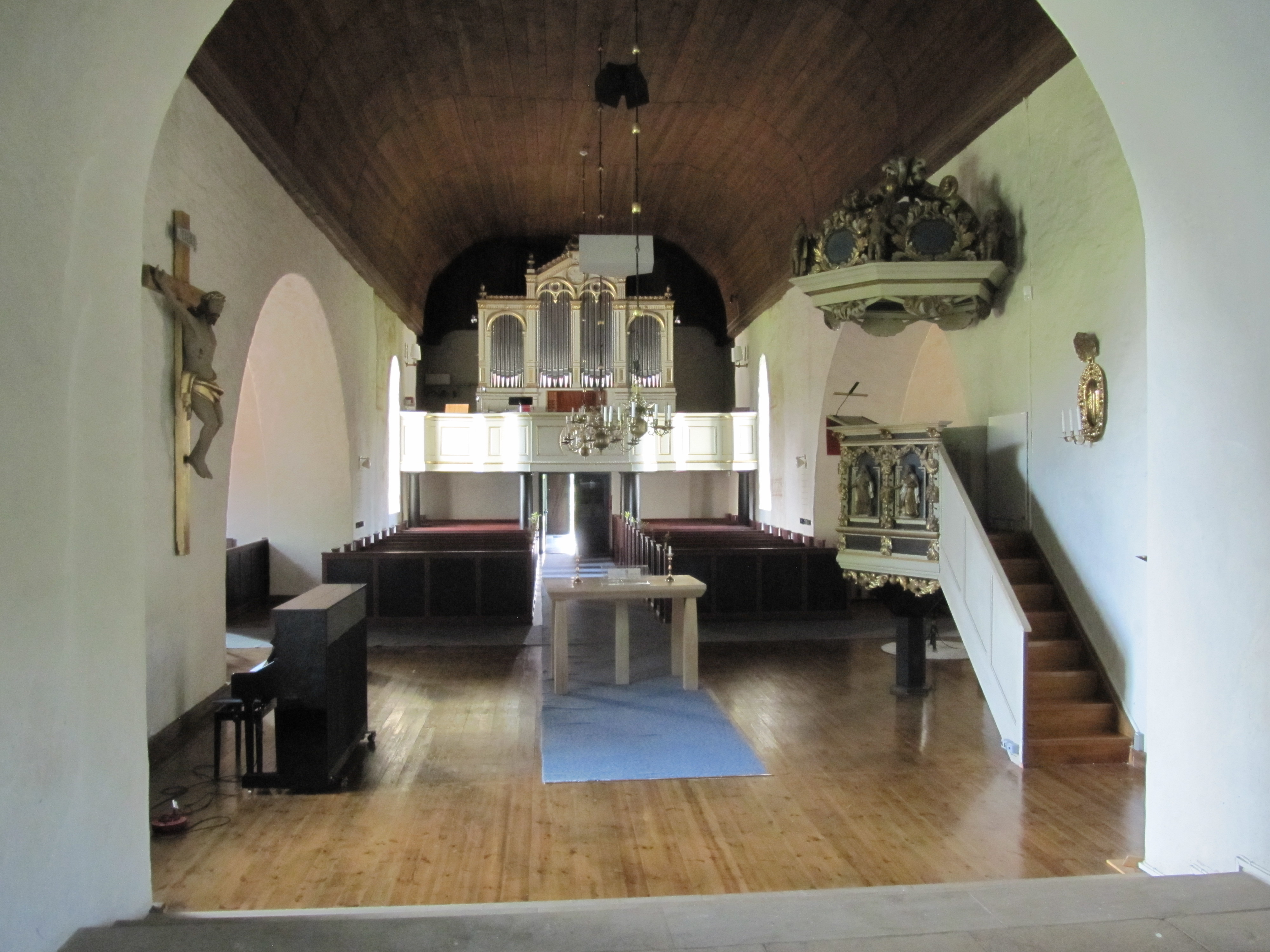
Kyrkorum mot väster
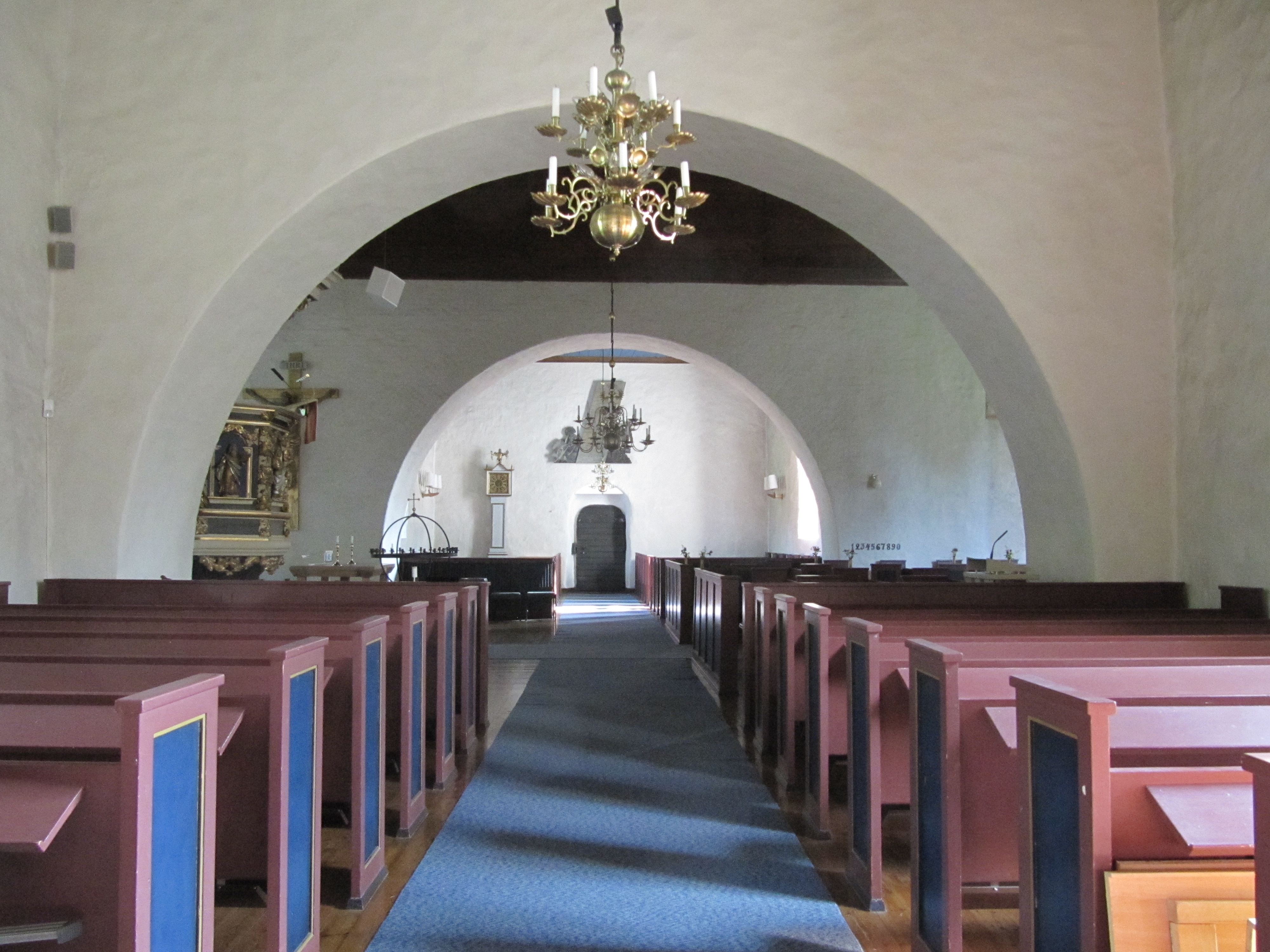
Kyrkorum från norra korsarmen
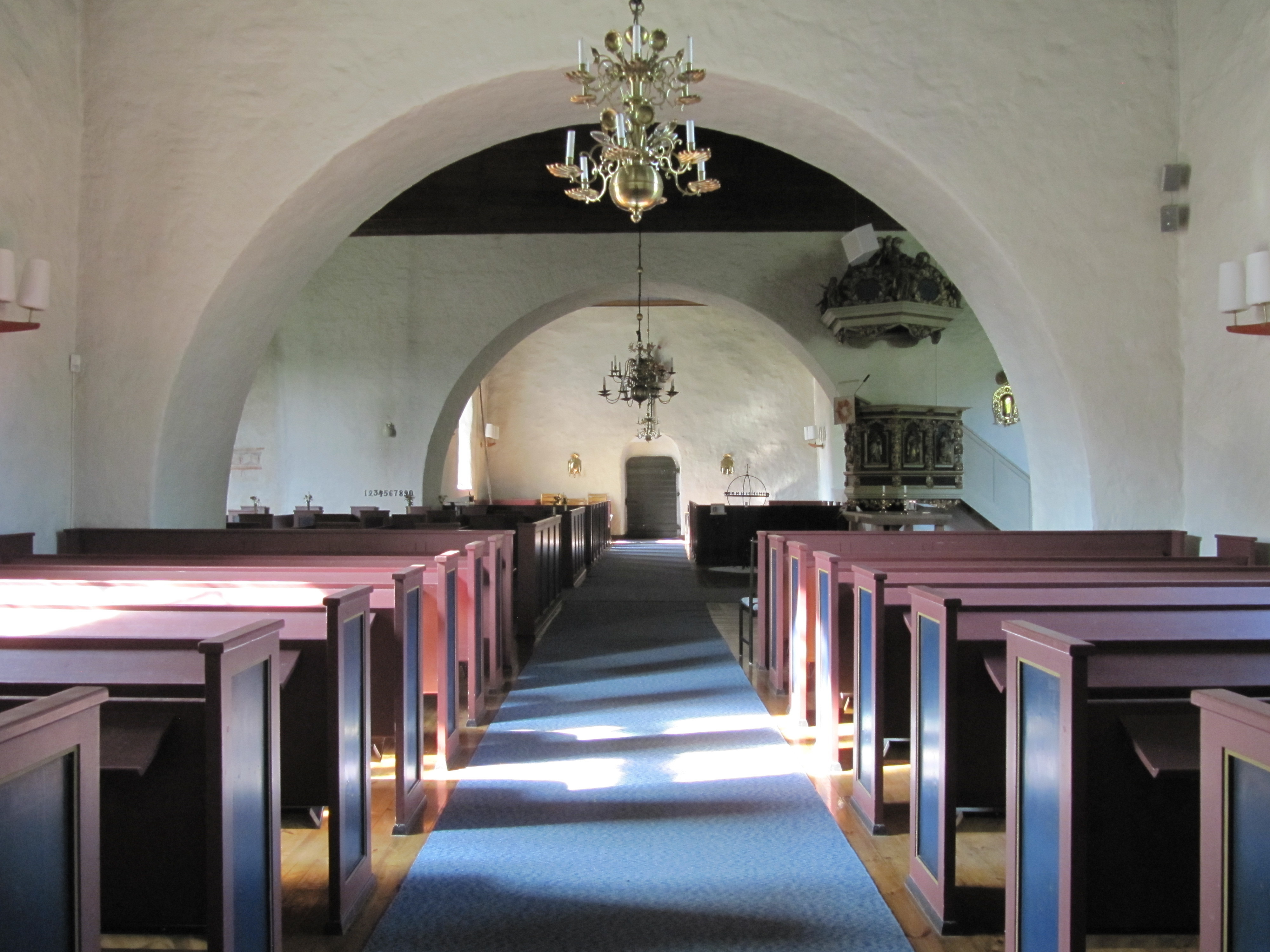
Kyrkorum från södra korsarmen
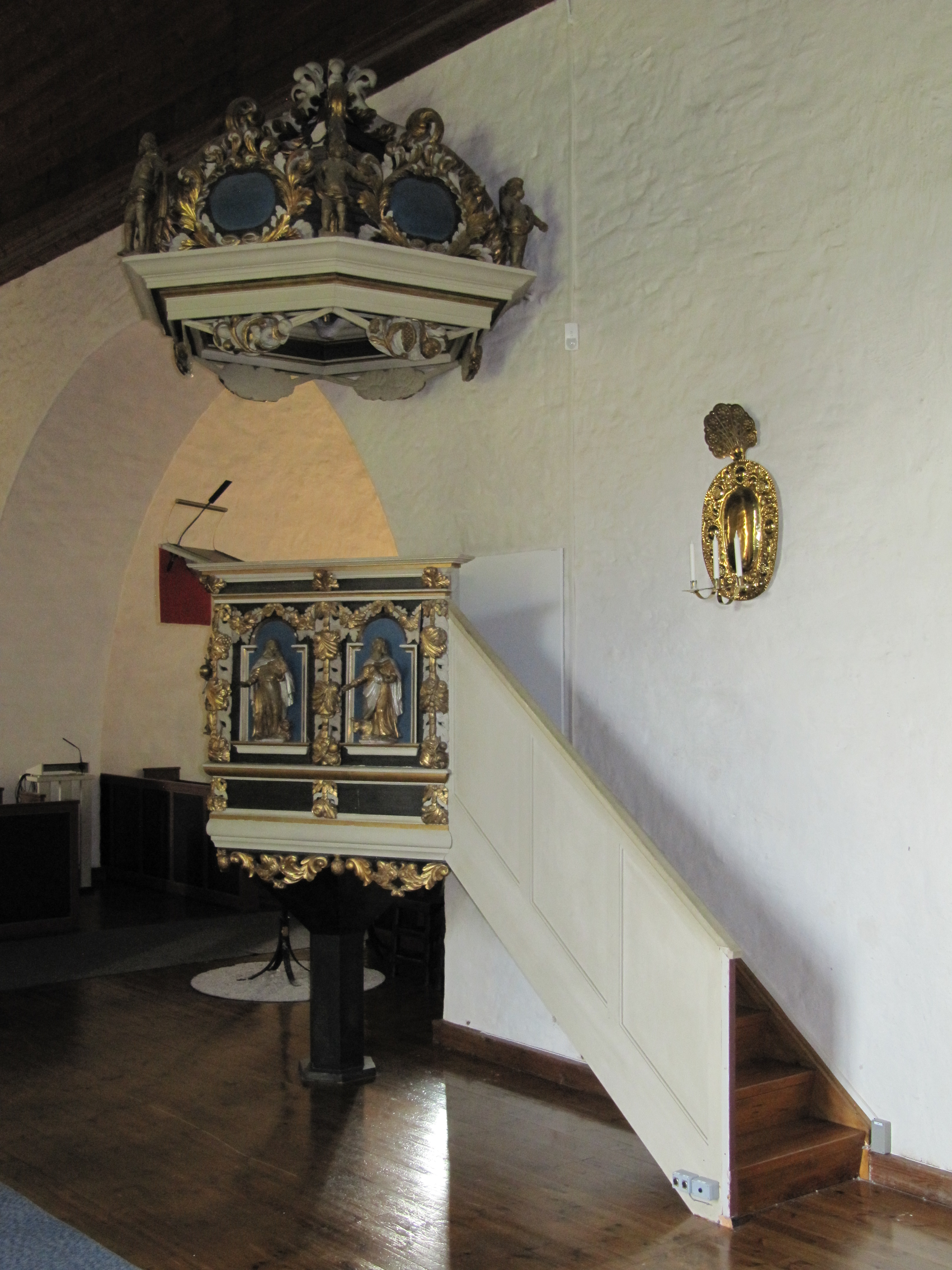
Predikstol
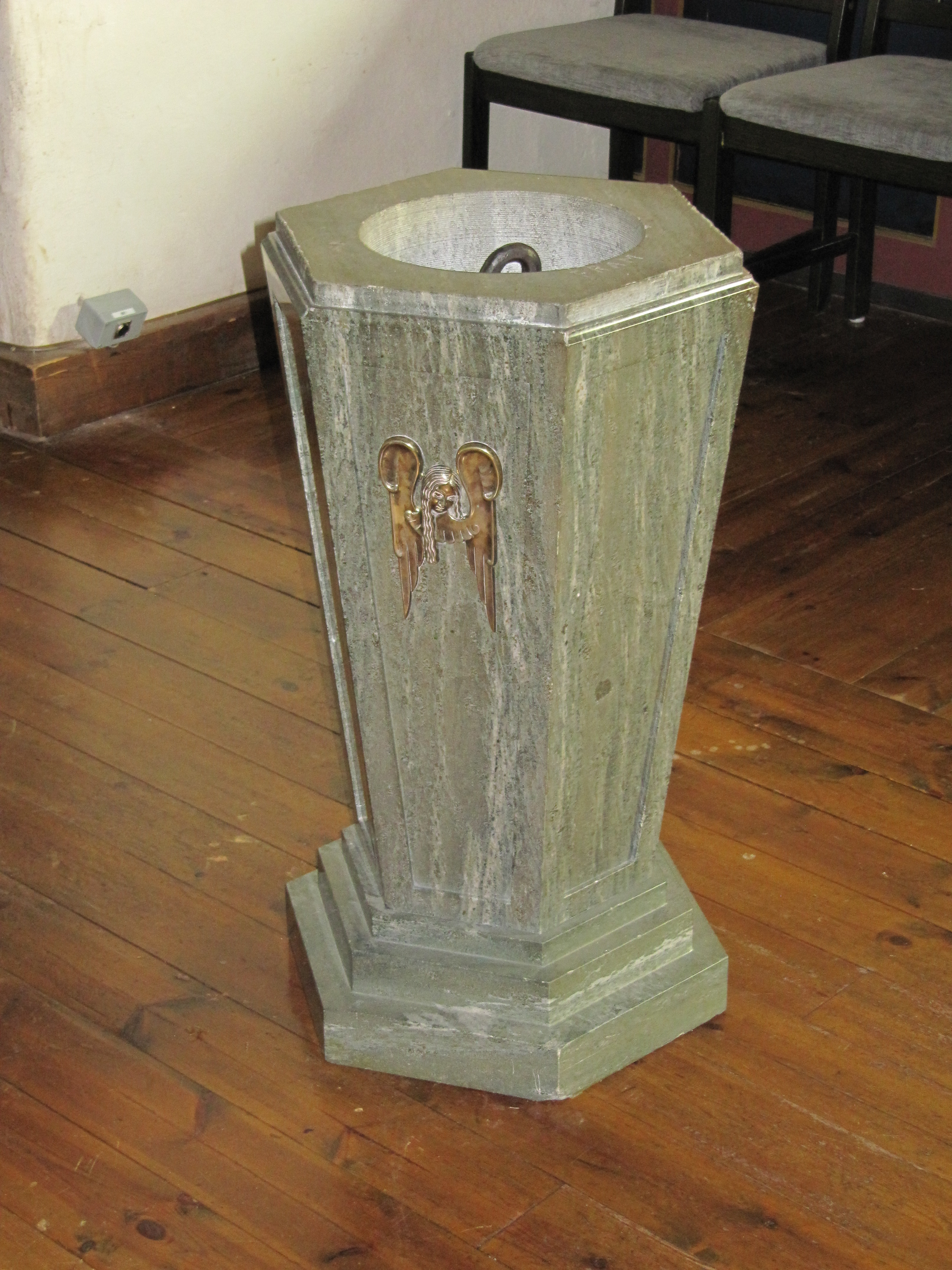
Dopfunt
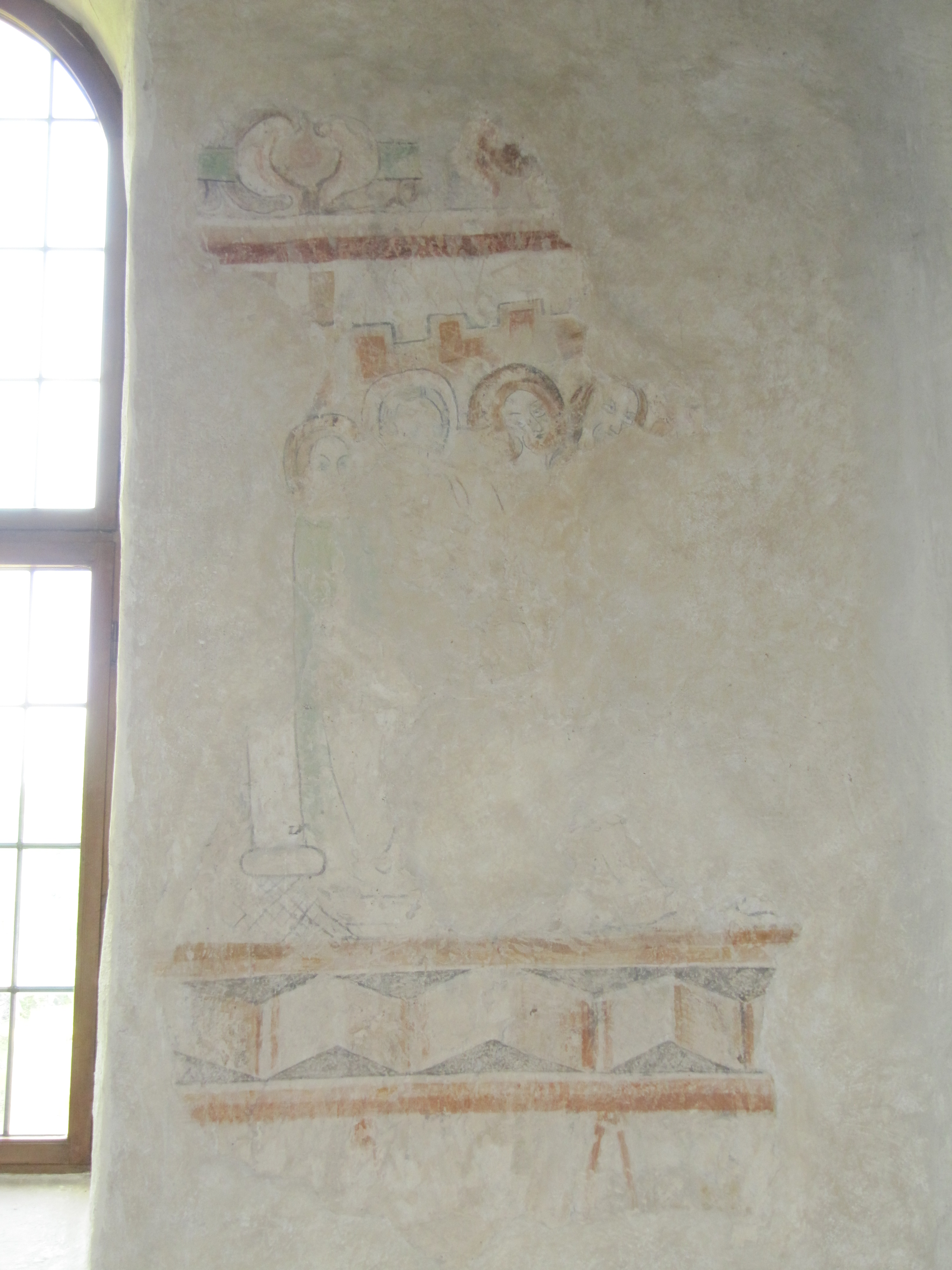
Kalkmålning på norra väggen
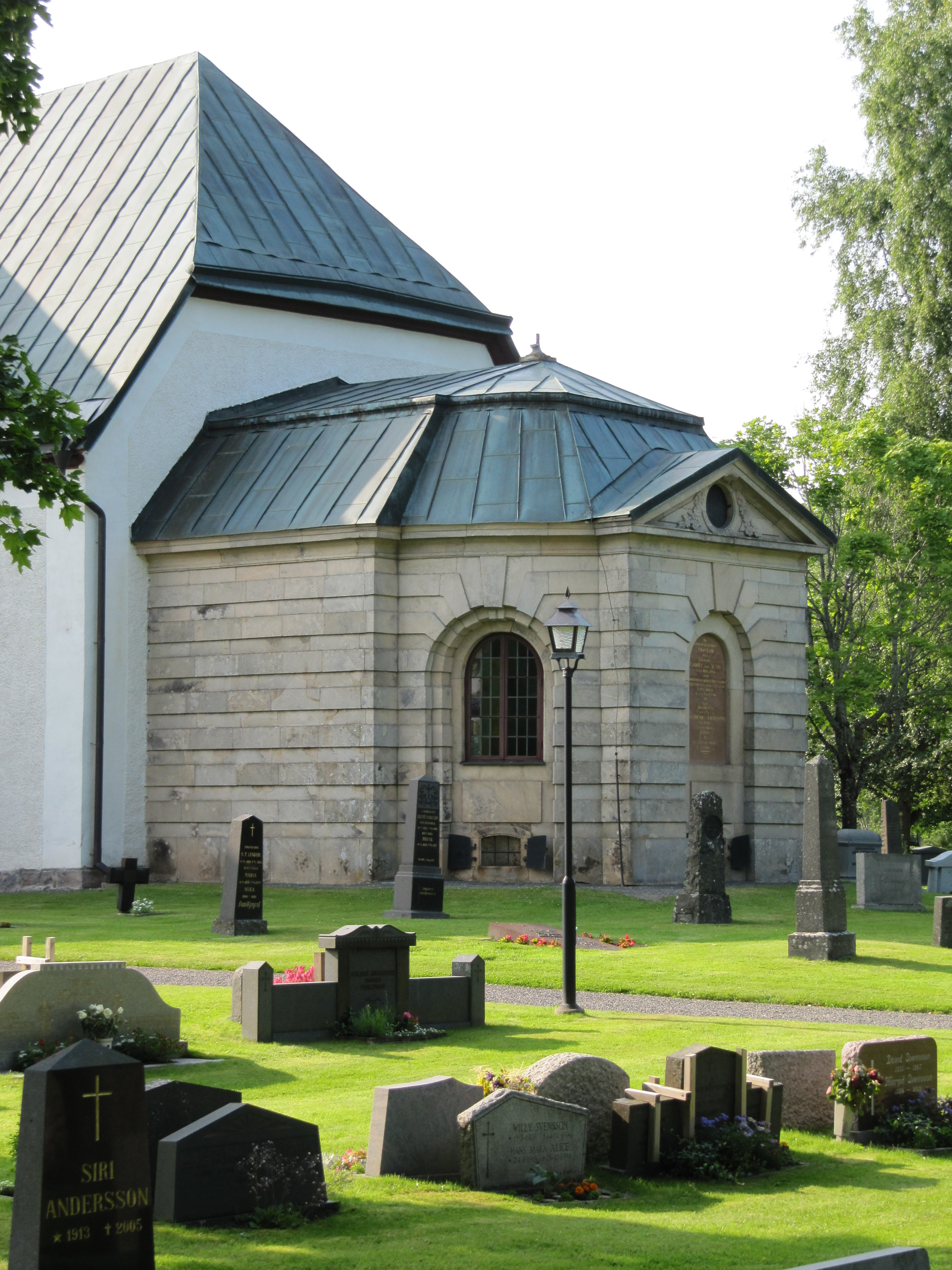
Sethska gravkoret

### Webbkällor
- byggnadspresentation
- Jönköpings läns museum, rapport
- Information från Byarums kyrkliga samfällighet
- Renovering och utbyggnad 2018